# GE Transportation
GE Transportation (спочатку GE Rail) — дочірня компанія американської General Electric, що займається випуском обладнання та машин для залізничного і морського транспорту, гірничодобувної та бурильної промисловостей, а також вітрових електростанцій. Розташована у місті Ері (штат Пенсільванія), де відбувається основна збірка локомотивів, дизельні двигуни ж випускаються у місті Гроув-Сіті.
Також у травні 2011 року компанія оголосила про наміри побудувати завод у Форт-Верт (Техас), для задоволення зростаючого попиту.

## Залізнична продукція

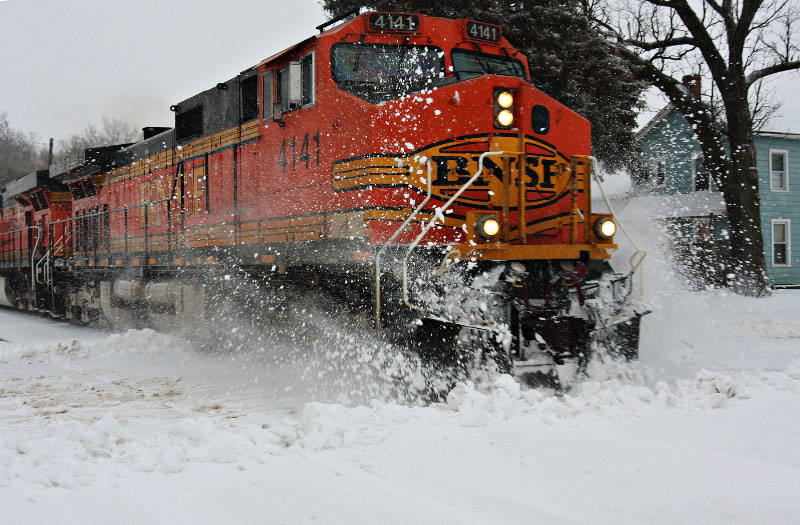
Dash 9-44CW виробництва GE

На початок XXI століття GE Transportation є найбільшим тепловозобудівним підприємством на північноамериканському континенті і займає 70 % обсягу на цьому ринку. З 2005 року основна її продукція — тепловози серії Evolution. Зокрема, кілька сотень тепловозів (серія ТЕ33А) були продані в Україну та Казахстан. Навесні 2007 року компанія випустила гібридний тепловоз з економічною витратою палива, а у вересні 2010 року оголосила про його можливе серійне виробництво. Компанія також випускає електровози, але в значно меншій кількості.
Компанія також будує окремі елементи конструкції локомотивів і вагонів, проводить модернізації. Крім цього, GE Transportation для залізничного транспорту виготовляє обладнання для світлофорної сигналізації.

## Інше обладнання
Компанія випускає велику кількість електричних і дизельних двигунів для бурильних установок, кар'єрних самоскидів, дизелі малої і середньої потужності для суден, переважно буксирів і схожих з ними, вітряні електростанції.